# Elving Andersson
John Elving Aston Andersson (i riksdagen kallad Andersson i Viganseröd), född 2 april 1953 i Lane-Ryrs församling i Göteborgs och Bohus län, är en svensk politiker (centerpartist). Han var ordinarie riksdagsledamot 1982–1998, invald för Bohusläns valkrets. Till yrket är Andersson ombudsman.

## Biografi
Elving Andersson är son till hemmansägaren John Andersson och Asta Johansson. Elving Andersson tog realexamen 1969, avslutade sina universitetsstudier 1981, var distriktsombudsman 1970–1974 och 1978–1982, kommunalsekreterare 1975–1977 och studieorganisatör 1977–1978.
Andersson blev ledamot i Länsstyrelsen för Göteborgs och Bohus län 1986, ledamot av Friskvårdskommittén 1982–1984 och av Folk- och Bostadsräkningskommissionen 1985–1989. Han var styrelseledamot av Studieförbundet Vuxenskolan, Västsveriges distrikt från 1983 och av Västerbygdens tidningsförening från 1985. Han satt i kommunfullmäktige i Uddevalla kommun 1975–1982 och var ledamot av kommunstyrelsen där 1980–1982.
Elving Andersson var ledamot av riksdagen 1982–1998, suppleant i Justitieutskottet 1982–1985 och i Näringsutskottet från 1985. Han var bland annat ledamot av Arbetsmarknadsutskottet 1994–1998, Justitieutskottet 1985–1988 och Trafikutskottet 1988–1994. Han har även varit ledamot av Västra Götalands regionfullmäktige.
Andersson valde efter nära 50 år i politiken att avsluta sin politiska karriär i samband med valet 2022. Vid den tidpunkten var han kommunfullmäktiges ordförande i Uddevalla.